# Babum
Babum de Kish fue el quinto rey sumerio de la primera dinastía de Kish (después de ca. 2900 BC), según la Lista Real Sumeria.